# Elizabeth Hurley
Elizabeth Hurley (født 10. juni 1965) er en engelsk model og skuespillerinde.
Hun blev verdensberømt via sit forhold til Hugh Grant, især da hun i 1994 til en filmpremiere ledsagede ham i en fræk kjole holdt sammen af sikkerhedsnåle. Forholdet varede fra 1987 til 2000. Senere ægtede hun den indiske milliardær Arun Nayar, men vækker stadig opsigt med udfordrende tøj.
Hun har desuden markeret sig i filmene Austin Powers: International Man of Mystery (1997), Austin Powers: The Spy Who Shagged Me (1999) og Forhekset (2000).